# Цыбенко, Василий Григорьевич
Василий Григорьевич Цыбенко (укр. Василь Григорович Цибенко; род. 8 января 1950, Вербоватая, Киевская область) — украинский государственный деятель и дипломат. Чрезвычайный и полномочный посол Украины. Председатель Черкасского областного совета (1994—1998), председатель Черкасской областной государственной администрации (1995—1998).

## Биография
Родился 8 января 1950 в с. Вербоватая, Христиновский район, Киевская область (ныне — Уманский район Черкасской области).
В 1972 закончил Киевский автомобильно-дорожный институт и начал свой трудовой путь инженером Уманской автомобильной колонны №2234. Впоследствии работал начальником отдела эксплуатации и заместителем начальника этой колонны.
С 1977 года — инструктор промышленно-транспортного отдела Уманского горкома Компартии Украины, с 1980 года — инструктор промышленно-транспортного отдела Черкасского обкома Компартии Украины, с 1984 года — заместитель заведующего промышленно-транспортного отдела Черкасского обкома Компартии Украины, с 1986 года — заведующий этого отдела.
В 1988 избран первым секретарем Приднепровского райкома Компартии Украины города Черкасс, в 1991 — председателем Приднепровского районного Совета народных депутатов города Черкасс и одновременно председателем его исполкома.
В 1992 назначен первым заместителем председателя Черкасской областной госадминистрации, в 1994 — представителем президента Украины в Черкасской области.
С июня 1994 по апрель 1998 — председатель Черкасского областного совета.
С июля 1995 по июнь 1998 — председатель Черкасской облгосадминистрации.
С января 1999 по 2000 — руководитель Главного управления по контролю за исполнением актов президента Украины в Администрации президента Украины.
С февраля 2000 по август 2001 — заместитель, первый заместитель министра транспорта Украины.
С 30 августа 2001 по 18 августа 2005 — Чрезвычайный и полномочный посол Украины в Республике Казахстан.
С ноября 2005 по август 2006 — первый заместитель министра транспорта и связи Украины.
С 10 июня 2009 по 18 июня 2015 — Чрезвычайный и полномочный посол Украины в Грузии.

## Награды и знаки отличия
- Орден «Знак Почета» (июль 1986);
- Почётный знак отличия президента Украины (ноябрь 1995 г.)[14];
- Орден «За заслуги» II степени (январь 2000 г.)[15];
- Орден Данилы Галицкого (декабрь 2004);
- Орден «Достык» (Дружба) II степени Республики Казахстан (сентябрь 2005);
- Государственный служащий 1-го ранга (апрель 1994 г.)[16];
- Дипломатический ранг — Чрезвычайный и полномочный посол (январь 2005 г.)[17].